# Spectre (pel·lícula de 2015)
Spectre és una pel·lícula de suspens i d'acció de 2015 de la sèrie de James Bond, sent la vint-i-quatrena de la saga. Està produïda per Eon Productions i protagonitzada per Daniel Craig en el paper de James Bond, i per Christoph Waltz com a Ernst Stavro Blofeld. Va ser dirigida per Sam Mendes en el seu segon film de James Bond després de Skyfall, i va ser escrita per John Logan, Neal Purvis, Robert Wade, i Jez Butterworth. Va estar distribuïda la Metro-Goldwyn-Mayer i Columbia Pictures. Amb un pressupost de 245–300 milions de dòlars, és una de les pel·lícules més cares que mai s'hagin filmat.
S'ha doblat al català per TV3, que va emetre-la per primer cop el 27 d'agost de 2022. L'estrena de la pel·lícula en català va ser seguida per 155.000 espectadors, cosa que va representar una quota de pantalla del 12,1%. El doblatge va ser produït per Sonygraf i dirigit per Victòria Pagès. Compta amb les veus de Jordi Boixaderas (James Bond), Isabel Valls (Madeleine Swann), Pep Anton Muñoz (Ernst Stavro Blofeld), Claudi Domingo (Q), Mar Nicolás (Eve Moneypenny), Lluís Marco, Juan Antonio Bernal, Hernán Fernández i la mateixa Pagès (M), entre d'altres.

## Argument
La història narra la primera topada de James Bond amb l'organització criminal mundial SPECTRE en una missió no oficial a Mèxic, durant el Dia de Morts, ordenada per M (Judi Dench) de manera post mortem. Quan torna a Londres Bond és acomiadat pel nou M (Ralph Fiennes). Però Bond desobeeix les noves ordres de M i viatja al funeral d'un dels homes que va matar a Mèxic, Sciarra i es troba amb la seva vídua Lucia (Monica Bellucci). Posteriorment, Bond viatja a Àustria i el Marroc...

## Repartiment

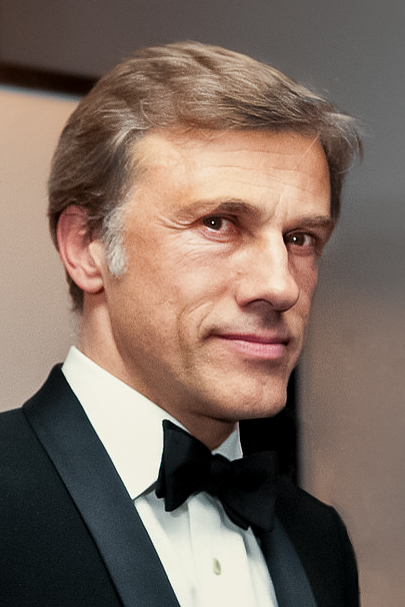
Christoph Waltz, és el malvat

- Daniel Craig com a James Bond, l'agent 007. El director Sam Mendes va descriure Craig: com extremadament focalitzat en Spectre.[12]
- Christoph Waltz com a Ernst Stavro Blofeld
- Léa Seydoux com la Dra. Madeleine Swann, una psicòloga que treballa en un centre privat dels Alps austríacs,[13] i la filla de Mr. White.[14]
- Ben Whishaw com a Q, l'intendent de l'MI6 que equipa a Bond amb ginys per al seu ús en el camp.
- Naomie Harris com a Eve Moneypenny, una antiga agent que va deixar el camp per esdevenir l'ajudant de M.
- Dave Bautista com a Hinx.
- Andrew Scott com a Max Denbigh, que el rep el malnom de "C".
- Monica Bellucci com a Lucia Sciarra, la dona de l'assassí Marco Sciarra.
- Ralph Fiennes com a M (cap de l'MI6), nom en codi per Gareth Mallory.
- Rory Kinnear com a Bill Tanner, el Cap de Personal de l'MI6[15]
- Jesper Christensen com a White, un fugitiu de l'MI6 i una figura sènior a l'organització Quantum: retratat a Casino Royale i Quantum of Solace.[16][17]
- Alessandro Cremona com a Marco Sciarra
- Judi Dench com la predecessora (Olivia Mansfield) de Mallory com a M.[18]